# Ask, Akershus
Ask är centralorten i Gjerdrums kommun i Akershus fylke i sydöstra Norge. Den tidigare tätorten hade 1 338 invånare år 2009. Sedan 2013 ingår Ask i tätorten Grønlund. Det sammanlagda invånarantalet var 5 108 personer år 2020.
Efter att Gardermoen-flygplatsen öppnades 1998 har befolkningen ökat mycket.
Delar av Ask drabbades av ett stort kvickleraskred den 30 december 2020.